# Castrillo de Murcia
Castrillo de Murcia es una localidad española perteneciente al municipio de Sasamón, en la provincia de Burgos, comunidad autónoma de Castilla y León. El domingo siguiente al Corpus Christi se celebra El Colacho, su fiesta más popular, y de renombrado prestigio a nivel nacional e internacional.

## Toponimia
El nombre puede derivar de Castello de Muza debido a que un guerrero árabe llamado Muza construyó en la zona un fortín castillo, lo que ahora se conoce como el cerro de Santa Bárbara, en su conquista desde Zaragoza a León.

## Geografía
Situado 8 km al sur de la capital del municipio, Sasamón, con acceso desde la carretera local BU-P-4041 que comunica con la A-231 en Olmillos de Sasamón (a 5 km de Castrillo) tomando la desviación por la carretera BU-V-4048 en Villandiego, a 3 km. Hay una ruta paralela por un camino directamente desde Olmillos de Sasamón hasta Castrillo de Murcia. La localidad también está comunicada con Villasandino, al oeste, a 6 km y con Castrojeriz, al sur, pasando por un camino asfaltado, a 10 km. Bañado por el Arroyo de San Martín, procedente de la ladera del páramo, afluente del río Odra, en el término de Hinestrosa, cerca de Castrojeriz. 

## Historia
Villa que formaba parte, en su categoría de pueblos solos, del Partido de Castrojeriz, uno de los catorce que formaban la Intendencia de Burgos, durante el periodo comprendido entre 1785 y 1833, en el Censo de Floridablanca de 1787, jurisdicción de realengo con alcalde ordinario.
Antiguo municipio de Castilla la Vieja en el partido de Castrojeriz.
En el censo de la matrícula catastral contaba con 74 hogares y 294 vecinos.
Entre el censo de 1981 y el anterior, este municipio desaparece porque se integra en el municipio de Sasamón, que integra también las poblaciones de Villandiego, Yudego, Villasidro, Olmillos de Sasamón y Citores del Páramo. 
En 6 de agosto de 1974 el pueblo opta por mancomunarse para solucionar el problema de secretaria de su ayuntamiento: en consecuencia, pierde su municipio y queda anejo desde entonces al municipio de Sasamón, del que continúa permaneciendo hasta la fecha. La posible recuperación de su autonomía, perdida en los últimos momentos de la dictadura franquista, es compleja debido a la nueva Ley de Bases de Régimen Local, reformada en 2013.

## Demografía
| Gráfica de evolución demográfica de Castrillo de Murcia entre 1842 y 1970 |
| |
| Población de derecho según los censos de población del INE. Población de hecho según los censos de población del INE.Entre el censo de 1981 y el anterior, este municipio desaparece porque se integra en el municipio Sasamón. |

## Cultura

### Patrimonio
La iglesia de Santiago Apóstol, en el arciprestazgo de Amaya, dependiente de la parroquia de Yudego. De estilo gótico y renacentista, fue construida sobre restos románicos entre el siglo XV y el XVI. Cuenta con tres naves. El interior de la torre es recorrido por una escalera de caracol sin columna central, con más de cien escalones hasta arriba, construida por Hernando de la Maza entre 1557 y 1580. Esta estructura da al coro, a dos palomares, el campanario, y más adelante, un pequeño mirador. Las capillas de Juan de la Maza están fechadas en 1580. El retablo mayor del siglo XVII es de estilo barroco y está dedicado a Santiago Apóstol y a Santa Bárbara. Tiene una talla gótica de Cristo, de finales del siglo XIV, una sepultura del párroco Juan Conde del siglo XVI. 

### Fiestas

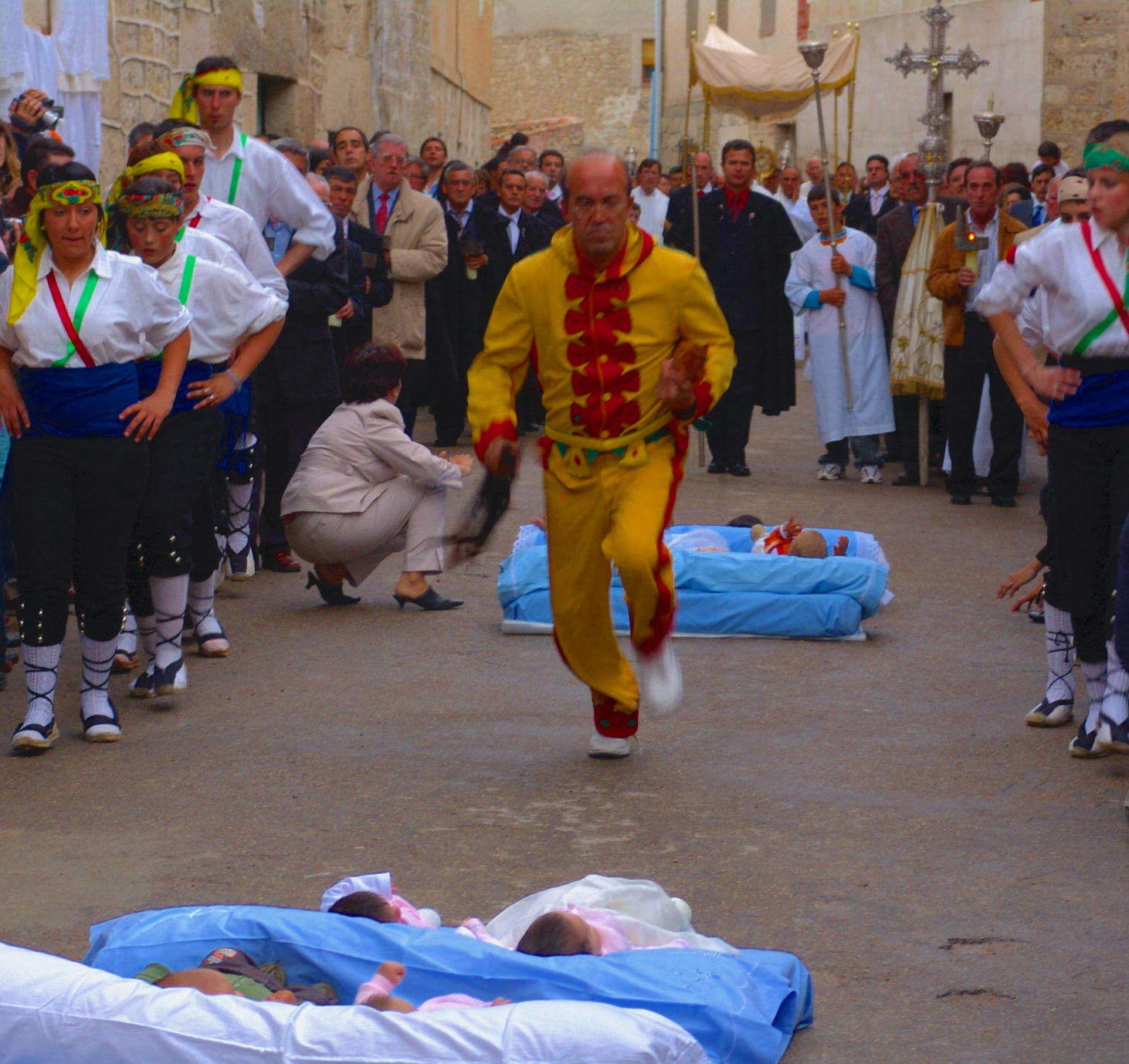
El Colacho saltando sobre los niños. Le rodean los danzantes

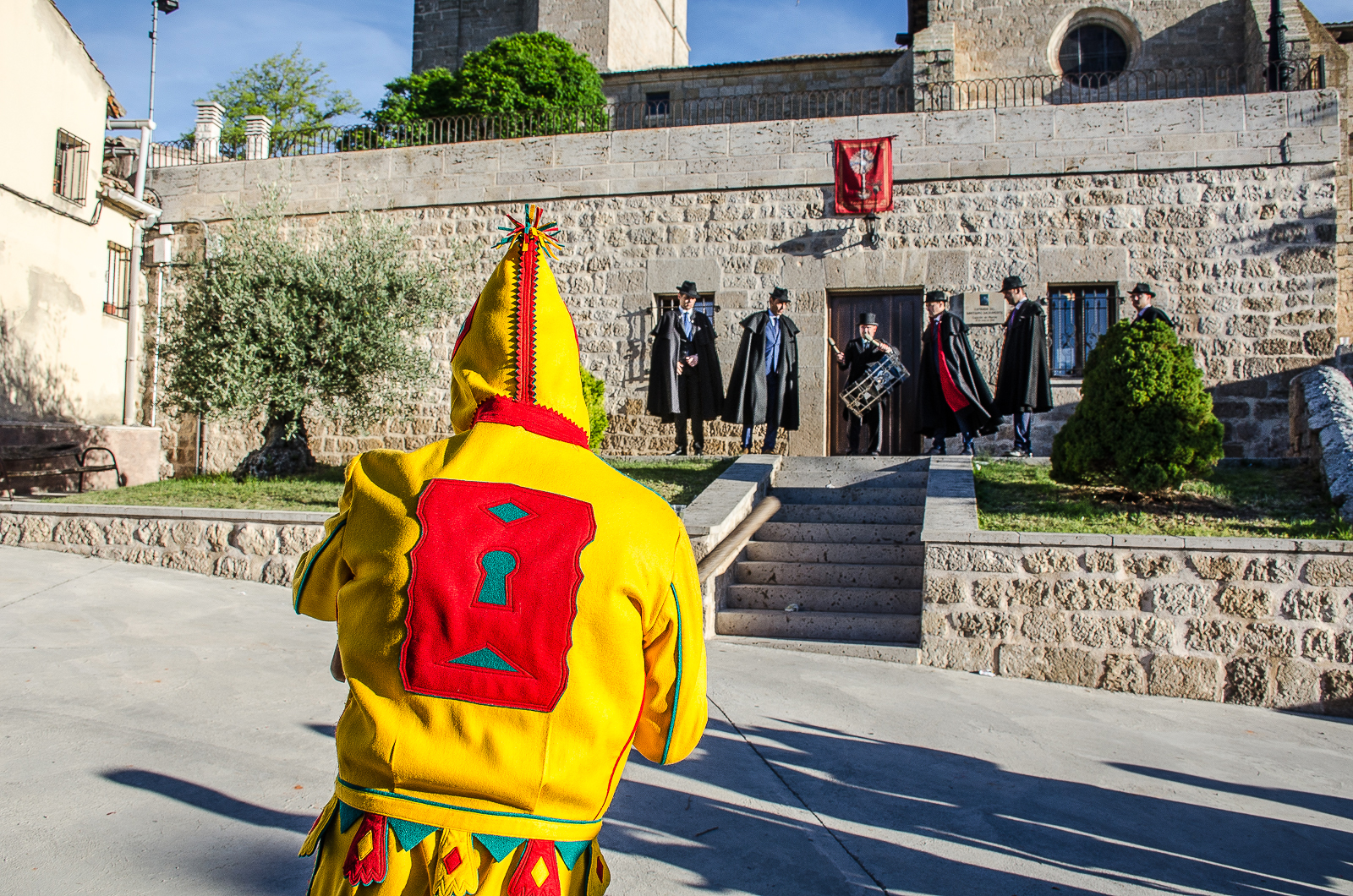
El Colacho frente a la Cofradía del Santísimo Sacramento antes de empezar su recorrido por el pueblo

- 25 de julio, festividad de Santiago Apóstol, el patrón del pueblo.
- 4 de diciembre, festividad de Santa Bárbara, aunque se prolonga unos días más
- El Colacho, domingo siguiente al de Corpus Christi, por lo que alterna entre mayo y junio según pasan los años